# Stained Class
Stained Class è il quarto album in studio del gruppo musicale britannico Judas Priest, pubblicato il 10 febbraio 1978 dalla CBS.

## Descrizione
Ritenuto come uno dei migliori della loro carriera, con questo album si inizia ad avvertire un irrobustimento nel loro sound (l'intro di batteria di Exciter, caratterizzato da un massiccio uso di doppia cassa ne è una dimostrazione) a differenza dei precedenti che presentavano evidenti legami con il rock progressivo.
Probabilmente, la traccia più nota di questo lavoro è Beyond the Realms of Death, suonata quasi sempre dal gruppo in sede live, ma anche tracce come la già menzionata Exciter, Saints in Hell e Heroes End hanno avuto un grande risvolto nel periodo di vita dei Judas Priest.
Un'altra canzone conosciuta è Better By You, Better Than Me, ma la sua notorietà è dovuta, maggiormente, per un triste avvenimento, ovvero il suicidio di due loro giovani fans, che si privarono della loro vita, si dice, dopo aver ascoltato il brano. Nel 1990, vennero convocati in tribunale per rispondere alle accuse di istigazione al suicidio, dato che alcuni detrattori sostennero di aver trovato un messaggio subliminale ascoltando il brano al contrario, che dovrebbe essere "Do It!, Do It!" (Fallo!, Fallo!).
Tuttavia, il gruppo venne assolto, in quanto queste critiche costituivano una violazione della libertà di espressione, oltre al fatto che questo non è un brano scritto da loro, ma una cover degli Spooky Tooth.
Questo è l'unico album che vede coinvolti tutti i membri nella composizione e il batterista Les Binks compose le parti di chitarra di Beyond the Realms of Death.
Nel giugno del 2017 la rivista Rolling Stone ha collocato l'album alla quarantatreesima posizione dei 100 migliori album metal di tutti i tempi.

## Tracce
1. Exciter – 5:34 (Rob Halford, Glenn Tipton)
2. White Heat, Red Hot – 4:20 (Glenn Tipton)
3. Better By You, Better Than Me – 3:24 (Gary Wright) – originariamente interpretata dagli Spooky Tooth
4. Stained Class – 5:19 (Rob Halford, Glenn Tipton)
5. Invader – 4:12 (Rob Halford, Ian Hill, Glenn Tipton)
6. Saints in Hell – 5:30 (K. K. Downing, Rob Halford, Glenn Tipton)
7. Savage – 3:27 (K. K. Downing, Rob Halford)
8. Beyond the Realms of Death – 6:53 (Les Binks, Rob Halford)
9. Heroes End – 5:01 (Glenn Tipton)

Tracce bonus nella riedizione del 2001
1. Fire Burns Below – 6:58 (Rob Halford, Glenn Tipton)
2. Better by You, Better Than Me (Live) – 3:24 (Gary Wright) – originariamente interpretata dagli Spooky Tooth

## Formazione
- Rob Halford – voce
- K. K. Downing – chitarra
- Glenn Tipton – chitarra, tastiera
- Ian Hill – basso
- Les Binks – batteria